# 54ns Premis Imatge NAACP
Els 54ns Premis Imatge NAACP presentats per la National Association for the Advancement of Colored People (NAACP), van distingir representacions i èxits destacats de persones afroamericanes en cinema, televisió, música i literatura durant l'any natural 2022. La cerimònia va ser organitzada per Queen Latifah i es va emetre el 25 de febrer de 2023 a BET i emissió simultània a diverses de les seves germanes Paramount Global Networks juntament amb Paramount+. Les presentacions de categories no televisades es van retransmetre en directe del 20 al 24 de febrer de 2023 al lloc web de la cerimònia.
Les nominacions es van anunciar el 12 de gener de 2023, amb la pel·lícula Black Panther: Wakanda Forever liderant les nominacions amb dotze nominacions, seguida de la sèrie de televisió Abbott Elementary que va liderar les categories de televisió amb nou nominacions. En les categories de música, Beyoncé i Kendrick Lamar lideren les nominacions amb cinc cadascuna. Per primera vegada en la història de la cerimònia de lliurament de premis, es van afegir tres categories per premiar la perruqueria, el maquillatge i el disseny de vestuari en cinema i televisió.
Tots els nominats s'enumeren a continuació, i els guanyadors apareixen en negreta.

## Premis especials
| Premi del President                                                       |
| ------------------------------------------------------------------------- |
| - Gabrielle Union - Dwyane Wade                                           |
| Premi de la Junta                                                         |
| - Congressman Bennie G. Thompson                                          |
| Premi de l'Avanguarda                                                     |
| - Bethann Hardison                                                        |
| Animador de l'Any                                                         |
| - Angela Bassett - Mary J. Blige - Quinta Brunson - Viola Davis - Zendaya |
| Premi Impacte Justícia Social                                             |
| - Benjamin Crump                                                          |
| Premi esportiu Jackie Robinson                                            |
| - Serena Williams                                                         |
| Activista de l'Any                                                        |
| - Dr. Derrick L. Foward                                                   |
| Activista Jove de l'Any                                                   |
| - Bradley Ross Jackson                                                    |
| Premi de Drets Civils Digital NAACP-Archewell                             |
| - Nabiha Syed                                                             |

## Cinema
| Millor pel·lícula | Millor direcció |
| --- | --- |
| - Black Panther: Wakanda Forever - A Jazzman's Blues - Emancipation - The Woman King - Till | - Gina Prince-Bythewood – The Woman King - Antoine Fuqua – Emancipation - Chinonye Chukwu – Till - Kasi Lemmons – Whitney Houston: I Wanna Dance with Somebody - Ryan Coogler – Black Panther: Wakanda Forever                           |
| Millor actor | Millor actriu |
| - Will Smith – Emancipation - Daniel Kaluuya – Nope - Jonathan Majors – Devotion - Joshua Boone – A Jazzman's Blues - Sterling K. Brown – Honk for Jesus. Save Your Soul.                                                                | - Viola Davis – The Woman King - Danielle Deadwyler – Till - Keke Palmer – Alice - Letitia Wright – Black Panther: Wakanda Forever - Regina Hall – Honk for Jesus. Save Your Soul                                                        |
| Millor actor secundari | Millor actriu secundària |
| - Tenoch Huerta – Black Panther: Wakanda Forever - Aldis Hodge – Black Adam - Cliff Smith – On the Come Up - Jalyn Hall – Till - John Boyega – The Woman King                                                                            | - Angela Bassett – Black Panther: Wakanda Forever - Danai Gurira – Black Panther: Wakanda Forever - Janelle Monáe – Glass Onion: A Knives Out Mystery - Lashana Lynch – The Woman King - Lupita Nyong'o – Black Panther: Wakanda Forever |
| Millor pel·lícula internacional | Millor pel·lícula independent |
| - Bantú Mama - Athena - Broker - Learn to Swim - The Silent Twins | - The Inspection - Breaking - Causeway - Mr. Malcolm's List - Remember Me: The Mahalia Jackson Story |
| Millor actuació revelació | Millor repartiment |
| - Jalyn Hall – Till - Joshua Boone – A Jazzman's Blues - Ledisi – Remember Me: The Mahalia Jackson Story - Y'lan Noel – A Lot of Nothing - Yola – Elvis                                                                                  | - Black Panther: Wakanda Forever - A Jazzman's Blues - Emancipation - The Woman King - Till |
| Millor pel·lícula d'animació | Millor doblatge d'animació |
| - Wendell & Wild - DC League of Super-Pets - Guillermo del Toro's Pinocchio - Puss in Boots: The Last Wish - Turning Red | - Keke Palmer – Lightyear - Angela Bassett – Wendell & Wild - Kevin Hart – DC League of Super-Pets - Lyric Ross – Wendell & Wild - Taraji P. Henson – Minions: The Rise of Gru                                                           |
| Millor curtmetratge (Acció en Viu) | Millor curtmetratge animat |
| - Dear Mama… - Fannie - Fathead - Incomplete - Pens & Pencils | - More Than I Want To Remember - I Knew Superman - Supercilious - The Boy, the Mole, the Fox and the Horse - We Are Here |
| Millor talent creatiu emergent | Millor guió |
| - Ericka Nicole Malone – Remember Me: The Mahalia Jackson Story - Elvis Mitchell – Is That Black Enough For You?!? - Krystin Ver Linden – Alice - Mo McRae – A Lot of Nothinh - Stephen Adetumbi, Jarrett Roseborough – This Is My Black | - Ryan Coogler – Black Panther: Wakanda Forever - Charles Murray – The Devil You Know - Dana Stevens, Maria Bello – The Woman King - Jordan Peele – Nope - Krystin Ver Linden – Alice                                                    |

## Television

### Drama
| Millor sèrie dramàtica | Millor sèrie dramàtica |
| --- | --- |
| - P-Valley (Starz) - Bel-Air (Peacock) - Bridgerton (Netflix) - Euphoria (HBO) - Queen Sugar (OWN) | |
| Millor actor en una sèrie dramàtica | Millor actriu en una sèrie dramàtica |
| - Nicco Annan – P-Valley (Starz) - Damson Idris – Snowfall (FX) - Jabari Banks – Bel-Air (Peacock) - Kofi Siriboe – Queen Sugar (OWN) - Sterling K. Brown – This Is Us (NBC) | - Angela Bassett – 9-1-1 (Fox) - Brandee Evans – P-Valley (Starz) - Queen Latifah – The Equalizer (CBS) - Rutina Wesley – Queen Sugar (OWN) - Zendaya – Euphoria (HBO) |
| Millor actor secundari en una sèrie dramàtica | Millor actriu secundària en una sèrie dramàtica |
| - Cliff Smith – Power Book II: Ghost (Starz) - Adrian Holmes – Bel-Air (Peacock) - Amin Joseph – Snowfall (FX) - Caleb McLaughlin – Stranger Things (Netflix) - J. Alphonse Nicholson – P-Valley (Starz) | - Loretta Devine – P-Valley (Starz) - Adjoa Andoh – Bridgerton (Netflix) - Bianca Lawson – Queen Sugar (OWN) - Susan Kelechi Watson – This Is Us (NBC) - Tina Lifford – Queen Sugar (OWN) |
| Millor direcció en una sèrie dramàtica | Millor guió en una sèrie dramàtica |
| - Giancarlo Esposito – Better Call Saul – "Axe and Grind" (AMC) - Debbie Allen – The Last Days of Ptolemy Grey – "Robyn" (Apple TV+) - Gina Prince-Bythewood – Women of the Movement – "Mother and Son" (ABC) - Hanelle Culpepper – The Last Days of Ptolemy Grey – "Sensia" (Apple TV+) - Kasi Lemmons – Women of the Movement – "The Last Word" (ABC) | - Marissa Jo Cerar – Women of the Movement – "Mother and Son" (ABC) - Aurin Squire – The Good Fight – "The End of Football" (Paramount+) - Branden Jacobs-Jenkins – Kindred – "Dana" (Hulu) - Davita Scarlett – The Good Fight – "The End of Eli Gold" (Paramount+) - Joshua Allen – From Scratch – "Bread and Brine" (Netflix) |

### Comedia
| Millor sèrie de comèdia | Millor sèrie de comèdia |
| --- | --- |
| - Abbott Elementary (ABC) - Atlanta (FX) - Black-ish (ABC) - Rap Sh!t (HBO Max) - The Wonder Years (ABC) | |
| Millor actor en una sèrie de comèdia | Millor actriu en una sèrie de comèdia |
| - Cedric the Entertainer – The Neighborhood (CBS) - Anthony Anderson – Black-ish (ABC) - Donald Glover – Atlanta (FX) - Dulé Hill – The Wonder Years (ABC) - Mike Epps – The Upshaws (Netflix) | - Quinta Brunson – Abbott Elementary (ABC) - Loretta Devine – Family Reunion (Netflix) - Maya Rudolph – Loot (Apple TV+) - Tichina Arnold – The Neighborhood (CBS) - Tracee Ellis Ross – black-ish (ABC) |
| Millor actor secundari en una sèrie de comèdia | Millor actriu secundària en una sèrie de comèdia |
| - Tyler James Williams – Abbott Elementary (ABC) - Brian Tyree Henry – Atlanta (FX) - Deon Cole – black-ish (ABC) - Kenan Thompson – Saturday Night Live (NBC) - William Stanford Davis – Abbott Elementary (ABC) | - Janelle James – Abbott Elementary (ABC) - Jenifer Lewis – black-ish (ABC) - Marsai Martin – black-ish (ABC) - Sheryl Lee Ralph – Abbott Elementary (ABC) - Wanda Sykes – The Upshaws (Netflix) |
| Millor direcció en una sèrie de comèdia | Millor guió en una sèrie de comèdia |
| - Angela Barnes – Atlanta – "The Homeliest Little Horse" (FX) - Bridget Stokes – A Black Lady Sketch Show – "Save My Edges, I'm a Donor!" (HBO Max) - Dee Rees – Upload – "Hamood!" (Amazon Prime Video) - Iona Morris Jackson – black-ish – "If a Black Man Cries in the Woods" (ABC) - Pete Chatmon – The Flight Attendant – "Drowning Women" (HBO Max) | - Brittani Nichols – Abbott Elementary – "Student Transfer" (ABC) - Aisha Muharrar – Hacks – "The Click" (HBO Max) - Ayo Edebiri, Shana Gohd – What We Do in the Shadows – "Private School" (FX) - Karen Joseph Adcock – The Bear – "Sheridan" (Hulu) - Quinta Brunson – Abbott Elementary – "Development Day" (ABC) |

### Pel·lícula de televisió, sèrie limitada o especial dramàtic
| Millor pel·lícula de televisió, minisèrie o especial dramàtic | Millor pel·lícula de televisió, minisèrie o especial dramàtic |
| --- | --- |
| - The Best Man: The Final Chapters - Carl Weber's The Black Hamptons - From Scratch - The Last Days of Ptolemy Grey - Women of the Movement                                                                              | |
| Millor actor en una pel·lícula de televisió, minisèrie o especial dramàtic | Millor actriu en una pel·lícula de televisió, minisèrie o especial dramàtic |
| - Morris Chestnut – The Best Man: The Final Chapters - Samuel L. Jackson – The Last Days of Ptolemy Grey - Terrence Howard – The Best Man: The Final Chapters - Trevante Rhodes – Mike - Wendell Pierce – Don't Hang Up  | - Niecy Nash – Dahmer – Monster: The Jeffrey Dahmer Story - Regina Hall – The Best Man: The Final Chapters - Sanaa Lathan – The Best Man: The Final Chapters - Viola Davis – The First Lady - Zoe Saldaña – From Scratch               |
| Millor actor secundari en una pel·lícula de televisió, minisèrie o especial dramàtic | Millor actriu secundària en una pel·lícula de televisió, minisèrie o especial dramàtic |
| - Keith David – From Scratch - Glynn Turman – Women of the Movement - Omar Benson Miller – The Last Days of Ptolemy Grey - Russell Hornsby – Mike - Terrence C. Carson – A Wesley Christmas                              | - Nia Long – The Best Man: The Final Chapters - Alexis Floyd – Inventing Anna - Danielle Deadwyler – From Scratch - Melissa De Sousa – The Best Man: The Final Chapters - Phylicia Rashad – Little America                             |
| Millor direcció en una pel·lícula de televisió, minisèrie o especial dramàtic | Millor guió en una pel·lícula de televisió, minisèrie o especial dramàtic |
| - Anton Cropper – Fantasy Football - Marta Cunningham – 61st Street - Sujata Day – Definition Please - Tailiah Breon – Kirk Franklin's The Night Before Christmas - Tine Fields – Soul of a Nation: Screen Queens Rising | - Ian Edelman, Maurice Williams – Entergalactic - Bree West – A Wesley Christmas - Jerrod Carmichael – Jerrod Carmichael: Rothaniel - Lil Rel Howery – Lil Rel Howery: I said it. Y'all Thinking it - Matt Lopez – Father of the Bride |

### Realitat i entreteniment
| Millor sèrie d'entrevistes | Millor programa de reality, sèrie de competició de realitat o programa de jocs |
| --- | --- |
| - Sherri - Hart to Heart - Red Table Talk - Tamron Hall - Uninterrupted: The Shop | - Lizzo's Watch Out for the Big Grrrls - Legendary - Shark Tank - Sweet Life: Los Angeles - The Real Housewives of Atlanta |
| Millor programa de notícies (sèrie o especial) | Millor amfitrió en una entrevista o programa de notícies (sèrie o especial) |
| - ABC News 20/20 Michelle Obama: The Light We Carry, A Conversation with Robin Roberts - #RolandMartinUnfiltered: Black Votes Matter Election Night 2022 Coverage - Finding Your Roots with Henry Louis Gates, Jr. - OWN Spotlight: Viola Davis - The Woman King - The Hair Tales | - Jennifer Hudson – The Jennifer Hudson Show - Jada Pinkett Smith, Adrienne Banfield-Norris, Willow Smith – Red Table Talk - Kevin Hart – Hart to Heart - Lester Holt – NBC Nightly News - Tracee Ellis Ross – The Hair Tales |
| Millor espectacle de varietats (sèrie o especial) | Millor amfitrió en un reality, un programa de jocs o una varietat (sèrie o especial) |
| - The Daily Show with Trevor Noah - A Black Lady Sketch Show - BET Awards 2022 - Deon Cole: Charleen's Boy - Martin: The Reunion | - Tabitha Brown – Tab Time - Keke Palmer – Password - Lizzo – Lizzo's Watch Out for the Big Grrrls - Taraji P. Henson – BET Awards 2022 - Trevor Noah – The Daily Show with Trevor Noah                                       |

### Altres categories
| Millor sèrie de curtmetratges (drama o comèdia) | Millor sèrie de format curt - Realitat/No ficció                                                                          |
| --- | --- |
| - Between The Scenes – The Daily Show - Oh Hell No! With Marlon Wayans - Rise Up, Sing Out - Sunday Dinner - Zootopia+                                         | - Daring Simone Biles - Black Independent Films: A Brief History - Historian's Take - NFL 360 - Omitted: The Black Cowboy |
| Millor sèrie d'animació | Millor programa infantil                                                                                                  |
| - The Proud Family: Louder and Prouder - Central Park - Eureka! - Gracie's Corner - Zootopia+                                                                  | - Tab Time - Family Reunion - Raising Dion - Raven's Home - Waffles + Mochi's Restaurant                                  |
| Millor treball creatiu (televisió) | |
| - Quinta Brunson – Abbott Elementary - Amy Yang – From Scratch - Branden Jacobs-Jenkins – Kindred - Hannah Cope – Karma's World - Syreeta Singleton – Rap Sh!t | |

### Actuació global
| Millor veu en off (televisió) | Millor actor o actriz invitado en una sèrie de televisión |
| --- | --- |
| - Kyla Pratt – The Proud Family: Louder and Prouder - Billy Porter – The Proud Family: Louder and Prouder - Cedric the Entertainer – The Proud Family: Louder and Prouder - Chris Bridges – Karma's World - Cree Summer – Rugrats | - Glynn Turman – Queen Sugar - Amanda Gorman – Sesame Street - Chance the Rapper – South Side - Colman Domingo – Euphoria - Gabourey Sidibe – American Horror Stories |
| Millor actuació jove (sèrie, especial, pel·lícula de televisió o sèrie limitada) | |
| - Ja'Siah Young – Raising Dion - Alaya High – That Girl Lay Lay - Cameron J. Wright – Family Reunion - Elisha Williams – The Wonder Years - Khali Spraggins – The Upshaws                                                         | |

## Documentals
| Millor documental (pel·lícula) | Millor documental (televisió) |
| --- | --- |
| - Civil - Descendant - Is That Black Enough for You?!? - Louis Armstrong's Black & Blues - Sidney | - Everything's Gonna Be All White - Black Love - Police On Trial - Credited to Frontline and Star Tribune - Race: Bubba Wallace - Shaq |
| Millor direcció de un documental | |
| - Reginald Hudlin – Sidney - Nadia Hallgren – Civil - Sacha Jenkins – Everything's Gonna Be All White - Sacha Jenkins – Louis Armstrong's Black & Blues - W. Kamau Bell – We Need to Talk About Cosby | |

## Disseny de vestuari, maquillatge i perruqueria
| Millor disseny de vestuari | Millor maquillatge |
| --- | --- |
| - Ruth E. Carter – Black Panther: Wakanda Forever - Francine Jamison-Tanchuck – Emancipation - Gersha Phillips, Carly Nicodemo, Heather Constable, Christina Cattle, Sheryl Willock, Becky MacKinnon – Star Trek: Discovery - Gersha Phillips, Carly Nicodemo, Lieze Van Tonder, Lynn Paulsen, Tova Harrison – The Woman King - Trayce Gigi Field – A League of Their Own | - Debi Young, Sandra Linn, Ngozi Olandu Young, Gina Bateman – We Own This City - Angie Wells – Cheaper by the Dozen - Michele Lewis – The Last Days of Ptolemy Grey - Ren Rohling, Teresa Vest, Megan Areford – Emergency - Zabrina Matiru – Surface |
| Millor perruqueria | |
| - Camille Friend – Black Panther: Wakanda Forever - Curtis Foreman, Ryan Randall – RuPaul's Drag Race All Stars - Louisa V. Anthony, Deaundra Metzger, Maurice Beaman – Till - Mary Daniels, Kalin Spooner, Darrin Lyons, Eric Gonzalez – All American - Tracey Moss, Jerome Allen, Tamika Dixon, Lawrence "Jigga" Simmons, Jason Simmons – Fantasy Football              | |

## Gravació
| Millor àlbum | Millor nou artista |
| --- | --- |
| - Renaissance – Beyoncé - Age/Sex/Location – Ari Lennox - Breezy (Deluxe) –Chris Brown - Mr. Morale & the Big Steppers – Kendrick Lamar - Watch the Sun – PJ Morton                                                                                          | - Coco Jones - Adam Blackstone - Armani White - Fivio Foreign - Steve Lacy |
| Millor artista masculí | Millor artista femenina |
| - Chris Brown - Brent Faiyaz - Burna Boy - Drake - Kendrick Lamar | - Beyoncé - Ari Lennox - Chlöe - Jazmine Sullivan - SZA |
| Millor duo, grup o col·laboració (tradicional) | Millor duo, grup o col·laboració (contemporània) |
| - "Love's Train" – Silk Sonic - "Die Hard"– Kendrick Lamar feat. Blxst & Amanda Reifer - "Good Morning Gorgeous" (Remix) – Mary J. Blige & H.E.R. - "Still Believe" – PJ Morton feat. Alex Isley and Jill Scott - "No Love" – Summer Walker, Cardi B and SZA | - "Call Me Every Day" – Chris Brown feat. Wizkid - "Move" – Beyoncé feat. Grace Jones and Tems - "Good Love" – City Girls feat. Usher - "Wait for U" – Future, Drake & Tems - "Big Energy" – Latto feat. Mariah Carey and DJ Khaled |
| Millor vídeo musical | Millor banda sonora o àlbum recopilatori |
| - "Lift Me Up" – Rihanna - "About Damn Time" – Lizzo - "Be Alive" – Beyoncé - "Lord Forgive Me" – EarthGang, Pharrell & Tobe Nwigwe - "The Heart Part 5" – Kendrick Lamar                                                                                    | - Black Panther: Wakanda Forever (Soundtrack) – Ryan Coogler, Ludwig Göransson, Archie Davis & Dave Jordan - Bridgerton Season Two (Soundtrack from the Netflix Series) – Kris Bowers - Entergalactic – Kid Cudi - P-Valley: Season 2 (Music From the Original TV Series) – Various Artists - The Woman King (Soundtrack) – Terence Blanchard |
| Millor àlbum de Gospel/Cristià | Millor cançó de Gospel/Cristià |
| - Kingdom Book One – Maverick City Music & Kirk Franklin - All Things New – Tye Tribbett - Hymns – Tasha Cobbs Leonard - My Life – James Fortune - The Urban Hymnal – Tennessee State University                                                             | - "Positive" – Erica Campbell - "All in Your Hands" – Marvin Sapp - "Fly (Y.M.M.F.)" – Tennessee State University - "Whole World In His Hands" – MAJOR. - "Your World" – Jonathan McReynolds |
| Millor àlbum de jazz instrumental | Millor àlbum de jazz vocal |
| - Henry Franklin: Jazz Is Dead 014 – Henry Franklin, Ali Shaheed Muhammad, Adrian Younge - Detour – Boney James - The Funk Will Prevail – Kaelin Ellis - The Gospel According to Nikki Giovanni – Javon Jackson - Thrill Ride – Ragan Whiteside              | - Legacy – Adam Blackstone - Linger Awhile – Samara Joy - Love and the Catalyst – Aimée Allen - New Standards Vol. 1 – Terri Lyne Carrington - The Evening: Live at Apparatus – The Baylor Project |
| Millor cançó de Soul/R&B | Millor cançó de Hip Hop/Rap |
| - "Cuff It" – Beyoncé - "About Damn Time" – Lizzo - "Good Morning Gorgeous" (Remix) – Mary J. Blige & H.E.R. - "Hurt Me So Good" – Jazmine Sullivan - "Lift Me Up" – Rihanna                                                                                 | - "Hotel Lobby" – Quavo & Takeoff - "Billie Eilish" – Armani White - "City of Gods" – Fivio Foreign, Kanye West & Alicia Keys - "The Heart Part 5" – Kendrick Lamar - "Wait for U" – Future, Drake & Tems |
| Millor cançó internacional | |
| - "No Woman No Cry" – Tems - "Bad to Me" – Wizkid - "Diana" – Fireboy DML, Chris Brown & Shenseea - "Last Last" – Burna Boy - "Stand Strong" – Davido feat. Sunday Service Choir                                                                             | |

## Podcast i xarxes socials
| Millor podcast de notícies i informació | Millor podcast d'estil de vida/autoajuda                                                                                                |
| --- | --- |
| - Beyond the Scenes – The Daily Show - SundayCivics - Black Tech Green Money - Holding Court with Eboni K. Williams - Into America with Trymaine Lee | - Therapy for Black Girls - Chile, Please - GoOD Mornings with CurlyNikki - Man to Man: A Black Love Wellness Series - Maejor Frequency |
| Millor podcast de cultura i societat | Millor podcast d'art i entreteniment |
| - LeVar Burton Read - Comeback with Erica Cobb - Higher Learning with Van Lathan and Rachel Lindsay - Into America with Trymaine Lee - The Sum of Us | - Two Funny Mamas - Angie Martinez IRL - Black Girl Songbook - Jemele Hill is Unbothered - The Read                                     |
| Personalitat de les xarxes socials de l'any | |
| - Kevin Fredericks - George Lee - Christianee Porter - Troy Millings & Rashad Bilal - Lynae Vanee                                                    | |

## Literatura
| Millor obra literària de ficció | Millor obra literària de no ficció |
| --- | --- |
| - Take My Hand – Dolen Perkins-Valdez - Africa Risen: A New Era of Speculative Fiction – Sheree Renée Thomas, Zelda Knight, Oghenechovwe Donald Ekpeki - Light Skin Gone to Waste – Toni Ann Johnson - The Keeper – Tananarive Due, Steven Barnes - You Made a Fool of Death with Your Beauty – Akwaeke Emezi | - Finding Me – Viola Davis - Grace: President Obama and Ten Days in the Battle for America – Cody Keenan - Requiem for the Massacre – RJ Young - Under the Skin – Linda Villarosa - Who’s Black and Why? A Hidden Chapter from the Eighteenth-Century Invention of Race – Henry Louis Gates, Andrew S. Curran |
| Millor obra literària d'autoria debutant | Millor obra literària biogràfica o autobiogràfica |
| - Illustrated Black History: Honoring the Iconic and the Unseen – George McCalman - America Made Me a Black Man – Boyah Farah - Marriage Be Hard – Kevin Fredericks, Melissa Fredericks - Truth’s Table: Black Women’s Musings on Life, Love, and Liberation – Ekemini Uwan, Christina Edmondson, Michelle Higgins - What the Fireflies Knew – Kai Harris                                                                     | - Scenes from My Life – Michael K. Williams - A Way Out of No Way: A Memoir of Truth, Transformation, and the New American Story – Raphael G. Warnock - The Light We Carry – Michelle Obama - Walking In My Joy: In These Streets – Jenifer Lewis - You’ve Been Chosen – Cynt Marshall                        |
| Millor obra literària educativa | Millor obra literària de poesia |
| - Black Joy: Stories of Resistance, Resilience, and Restoration – Tracey Lewis-Giggetts - Cooking from the Spirit – Tabitha Brown - Eat Plants, B*tch: 91 Vegan Recipes That Will Blow Your Meat-Loving Mind – Pinky Cole - Homecoming: Overcome Fear and Trauma to Reclaim Your Whole Authentic Self – Thema Bryant - The Five Principles: A Revolutionary Path to Health, Inner Wealth, and Knowledge of Self – Khnum Ibomu | - To the Realization of Perfect Helplessness – Robin Coste Lewis - Best Barbarian – Roger Reeves - Bluest Nude – Ama Codjoe - Concentrate – Courtney Faye Taylor - Muse Found in a Colonized Body – Yesenia Montilla                                                                                          |
| Millor obra literària infantil | Millor obra literària juvenil |
| - Stacey's Remarkable Books – Stacey Abrams, Kitt Thomas - Ablaze with Color: A Story of Painter Alma Thomas – Jeanne Walker Harvey, Loveis Wise - Black Gold – Laura Obuobi, London Ladd - Blue: A History of the Color as Deep as the Sea and as Wide as the Sky – Nana Brew-Hammond, Daniel Minter - The Year We Learned to Fly – Jacqueline Woodson, Rafael Lopez                                                         | - Cookies & Milk – Shawn Amos - Inheritance: A Visual Poem – Elizabeth Acevedo - Maybe An Artist, A Graphic Memoir – Liz Montague - Me and White Supremacy: Young Readers' Edition – Layla F. Saad - Opening My Eyes Underwater: Essays on Hope, Humanity, and Our Hero Michelle Obama – Ashley Woodfolk      |